# Gabriel Hogan
Gabriel Hogan (* 17. Mai 1973 in Toronto) ist ein kanadischer Schauspieler und Synchronsprecher.

## Leben
Gabriel Hogan ist der Sohn des Schauspieler-Ehepaares Michael Hogan und Susan Hogan. Er hat eine ältere Schwester und einen jüngeren Bruder, mit denen er in Toronto aufgewachsen ist.
Er wirkte bereits mit 15 Jahren zum ersten Mal in einer Serie mit. Nachdem er eine professionelle Schauspielausbildung absolviert hatte, war der 1,93 m große Hogan seit 1994 als Schauspieler vor der Kamera in bislang über 100 Film-und-Fernsehproduktionen zu sehen. Während er zu Beginn seiner Karriere meistens noch in Nebenrollen besetzt wurde, konnte er sich später als Charakterdarsteller beweisen und etablieren. Er wirkte zudem in zahlreichen US-amerikanischen Serien mit, wie beispielsweise in Warehouse 13, Navy CIS, Die Kennedys oder in Teen Wolf.
Neben seiner Tätigkeit als Schauspieler ist Hogan auch als Synchronsprecher für Videospiele aktiv.
Hogan ist mit der Schauspielerin Inga Cadranel verheiratet. Das Paar hat einen Sohn (* 2006).

## Filmografie (Auswahl)
- 1988: Nachtstreife (Fernsehserie, 1 Folge)
- 1994: Nick Knight – Der Vampircop (Fernsehserie, 1 Folge)
- 1995: Kung Fu – Im Zeichen des Drachen (Fernsehserie, 1 Folge)
- 1997: Leben und Tod auf Long Island
- 1998: PSI Factor – Es geschieht jeden Tag (Fernsehserie, 1 Folge)
- 1999: Nikita (Fernsehserie, 1 Folge)
- 2004: Head in the Clouds
- 2005: Im Bann der schwarzen Witwe
- 2005: Mayday – Katastrophenflug 52
- 2006: Angela Henson – Das Auge des FBI (Fernsehserie)
- 2008: Flashpoint – Das Spezialkommando (Fernsehserie, 2 Folgen)
- 2009–2011: Warehouse 13 (Fernsehserie, 3 Folgen)
- seit 2009: Heartland – Paradies für Pferde (Fernsehserie)
- 2011: Die Kennedys (Fernsehserie, 1 Folge)
- 2011–2012: King (Fernsehserie)
- 2013: The Bridge – America (Fernsehserie, 1 Folge)
- 2015: Navy CIS (Fernsehserie, 1 Folge)
- 2015: Teen Wolf (Fernsehserie, 1 Folge)
- 2015: I Spit on Your Grave 3
- 2018: Marvel’s Agents of S.H.I.E.L.D. (Fernsehserie, 1 Folge)
- 2018–2019: Prinz von Peoria (Fernsehserie)